# Wouter van Essen
Wouter van Essen es un deportista neerlandés que compitió en vela en la clase 470.
Ganó dos medallas en el Campeonato Mundial de 470, oro en 1971 y bronce en 1971, y dos medallas en el Campeonato Europeo de 470, plata en 1971 y bronce en 1972.

## Palmarés internacional
| Campeonato Mundial | Campeonato Mundial       | Campeonato Mundial | Campeonato Mundial |
| Año                | Lugar                    | Medalla            | Clase              |
| ------------------ | ------------------------ | ------------------ | ------------------ |
| 1971               | Ostende (Bélgica)        | Medalla de oro     | 470                |
| 1972               | Montreal (Canadá)        | Medalla de bronce  | 470                |
| Campeonato Europeo |                          |                    |                    |
| Año                | Lugar                    | Medalla            | Clase              |
| 1971               | Southend (Reino Unido)   | Medalla de plata   | 470                |
| 1972               | Medemblik (Países Bajos) | Medalla de bronce  | 470                |